# 2e étape du Tour de France 1914
Pour un article plus général, voir Tour de France 1914.
La 2e étape du Tour de France 1914 s'est déroulée le mardi 30 juin.
Les coureurs s'élancent depuis Le Havre en Seine-Inférieure et rejoignent Cherbourg dans la Manche en passant par Rouen et Trouville-sur-Mer, au terme d'un parcours de 346 kilomètres.
L'étape est remportée par le coureur belge Jean Rossius, qui partage la tête du classement général avec son compatriote Philippe Thys, classé dans le même temps.

## Déroulement de la course
La deuxième étape, qui mène les coureurs jusqu'à Cherbourg, se déroule sous une chaleur accablante et provoque d'importants écarts au classement général. Les Belges Philippe Thys et Jean Rossius profite de la dernière côte du parcours, à Octeville, pour s'isoler en tête. Rossius, pourtant moins expérimenté, s'adjuge l'étape, tandis que les deux hommes partagent la tête du classement général. De nombreux favoris accusent un retard important : Octave Lapize concède dix-huit minutes, Faber et Petit-Breton, déjà retardés la veille, perdent de nouveau vingt et vingt-trois minutes, tandis que l'espoir italien Costante Girardengo finit à plus d'une heure, loin devant Paul Duboc : deuxième du Tour de France 1911, le Normand concède plus de deux heures au cours de cette étape. Tandis que plusieurs coureurs isolés abandonnent, l'un d'eux, Marcel Allain, est mis hors course pour avoir effectué une partie de l'étape en train.

## Classements

### Classement de l'étape
| \| Classement de l'étape \| Classement de l'étape \| Classement de l'étape \| Classement de l'étape \| Classement de l'étape \| \| Coureur \| Coureur \| Pays \| Équipe \| Temps \| \| --------------------- \| --------------------- \| --------------------- \| --------------------- \| --------------------- \| \| 1er \| Jean Rossius \| Belgique \| Alcyon-Soly \| 12 h 15 min 26 s \| \| 2e \| Philippe Thys \| Belgique \| Peugeot-Wolber \| + 0 s \| \| 3e \| Émile Engel \| France \| Peugeot-Wolber \| + 1 min 38 s \| \| 4e \| Odile Defraye \| Belgique \| Alcyon-Soly \| + 5 min 45 s \| \| 5e \| Henri Pélissier \| France \| Peugeot-Wolber \| + 7 min 16 s \| \| 6e \| Émile Georget \| France \| Peugeot-Wolber \| + 7 min 16 s \| \| 7e \| Oscar Egg \| Suisse \| Peugeot-Wolber \| + 7 min 16 s \| \| 8e \| Jean Alavoine \| France \| Peugeot-Wolber \| + 9 min 13 s \| \| 9e \| Gustave Garrigou \| France \| Peugeot-Wolber \| + 9 min 13 s \| \| 10e \| Vincenzo Borgarello \| Italie \| \| + 10 min 37 s \| |                     |          |                |                  |
| |                     |          |                |                  |
| |                     |          |                |                  |
| Classement de l'étape |                     |          |                |                  |
| Coureur | Coureur             | Pays     | Équipe         | Temps            |
| 1er | Jean Rossius        | Belgique | Alcyon-Soly    | 12 h 15 min 26 s |
| 2e | Philippe Thys       | Belgique | Peugeot-Wolber | + 0 s            |
| 3e | Émile Engel         | France   | Peugeot-Wolber | + 1 min 38 s     |
| 4e | Odile Defraye       | Belgique | Alcyon-Soly    | + 5 min 45 s     |
| 5e | Henri Pélissier     | France   | Peugeot-Wolber | + 7 min 16 s     |
| 6e | Émile Georget       | France   | Peugeot-Wolber | + 7 min 16 s     |
| 7e | Oscar Egg           | Suisse   | Peugeot-Wolber | + 7 min 16 s     |
| 8e | Jean Alavoine       | France   | Peugeot-Wolber | + 9 min 13 s     |
| 9e | Gustave Garrigou    | France   | Peugeot-Wolber | + 9 min 13 s     |
| 10e | Vincenzo Borgarello | Italie   |                | + 10 min 37 s    |

### Classement général à l'issue de l'étape
| \| Classement général \| Classement général \| Classement général \| Classement général \| Classement général \| \| Coureur \| Coureur \| Pays \| Équipe \| Temps \| \| ------------------ \| ------------------ \| ------------------ \| ------------------ \| ------------------ \| \| 1er \| Philippe Thys \| Belgique \| Peugeot-Wolber \| 25 h 33 min 54 s \| \| 1er \| Jean Rossius \| Belgique \| Alcyon-Soly \| + 0 s \| \| 3e \| Henri Pélissier \| France \| Peugeot-Wolber \| + 7 min 16 s \| |                 |          |                |                  |
| |                 |          |                |                  |
| |                 |          |                |                  |
| Classement général |                 |          |                |                  |
| Coureur | Coureur         | Pays     | Équipe         | Temps            |
| 1er | Philippe Thys   | Belgique | Peugeot-Wolber | 25 h 33 min 54 s |
| 1er | Jean Rossius    | Belgique | Alcyon-Soly    | + 0 s            |
| 3e | Henri Pélissier | France   | Peugeot-Wolber | + 7 min 16 s     |